# Sitticus flabellatus
Sitticus flabellatus är en spindelart som beskrevs av Galiano 1989. Sitticus flabellatus ingår i släktet Sitticus och familjen hoppspindlar. Inga underarter finns listade i Catalogue of Life.